# Tianguá
Tianguá é um município brasileiro do estado do Ceará. Localiza-se na Microrregião da Ibiapaba, Mesorregião do Noroeste Cearense.

## Toponímia
- O topônimo "Tianguá" tem sua origem em um termo aportuguesado proveniente dos vocábulos tupi "Tyanha" (gancho) e "Guaba" (a água). Conforme descrito no livro "Tianguá... Raízes de sua história e de sua cultura", na página 99, a palavra significa "o gancho (forquilha) que prende as águas". Essa denominação faz alusão ao rio Tianguá, um riacho que atravessa a região sul da cidade, juntamente com seus afluentes e bifurcações, representando a geografia hidrográfica local.

## História
Os primeiros habitantes de Tianguá, foram os indígenas tabajaras, de origem tupi. O primeiro contato europeu, foram corsários franceses sob liderança de Adolf Montbille, fundando a Feitoria da Ibiapaba em 1590. Tinham apoio do morubixaba Irapuã (ou "Mel Redondo"), que liderava uma grande aldeia tabajara entre os municípios de Viçosa e Tianguá. Em 1603, o capitão açoriano Pero Coelho de Sousa liderou uma expedição até a Ibiapaba para expulsar os franceses e subjugar os indígenas, tendo participação de Martim Soares Moreno. Assim, trouxeram doenças e causaram um massacre nos indígenas da serra, abrindo caminho para os jesuítas Francisco Pinto e Luís Figueira, catequizarem os tabajara em 1607. Estes padres foram testemunhas oculares da passagem do Cometa Halley pelos céus da Ibiapaba naquele ano, fato registrado no documento "Relação do Maranhão" enviado ao superior da missão, o padre Claudio Acquaviva,  em São Luis do Maranhão. Esse foi o 1.º registro da passagem do Cometa Halley em terras do Novo Mundo. Porém, os jesuítas expulsos após um ataque do povo takarijús, matando o padre Francisco Pinto.
No ano 1655, o líder indígena Antônio Paraupaba trouxe cerca de 4 mil indígenas potiguaras para a Ibiapaba, todos evangelizados e remanescentes da colônia de Nova Holanda, fundando a República Cambressive (vide-internet Cambressive "Ouro Vermelho:A Conquista dos Índios Brasileiros Vol. 27 - Página 454" e "Abya-Yala: escenas de una historia india de América - Página 215"). Em resposta, o governo português e padre António Vieira enviaram novos jesuítas para colonizarem a Ibiapaba, os missionários Antônio Ribeiro e Pedro Pedroso. O próprio António Vieira veio visitar a Ibiapaba em 1660, pois tamanha era sua importância para a Companhia de Jesus e para o catolicismo. Mas, os padres foram expulsos em 1662, após um levante dos indígenas tabajaras. A colonização definitiva só veio ocorrer em 1700, quando o padre Ascenso Gago fundou a "Aldeia da Ibiapaba", na atual Viçosa do Ceará. Em 1759, ocorreram as reformas do ministro português Marquês de Pombal, acabando com as aldeias jesuíticas no Brasil e elevando essas aldeias para o status de "Vila". Entre elas, estava a Aldeia da Ibiapaba que se tornou "Villa Viçosa Real da América", cujo território se extendia pelas terras do atual município de Tianguá.
A colonização das terras que deram origem a cidade de Tianguá (perímetro urbano) foram apossadas em 1854 a partir da 1.ª Lei de Terras do Brasil (Lei nº 601 de 18.09.1850 regulamentada pelo Decreto Imperial nº 1.318 de 1854), quando o capitão português João Batista Leal, fiscal das terras devolutas junto a câmara de Viçosa do Ceará, registrou em seu nome o então sítio Chapadinha. Com a morte da esposa de João Batista Leal em 1855, as terras do sítio Chapadinha foram partilhadas entre seus herdeiros: Joaquim, Bonifácio, Manoel e Francisco Batista Leal, sendo que os dois primeiros venderam seus quinhões hereditários aos senhores Manuel Nogueira da Costa (pai do deputado Luís Januário Lamartine Nogueira) e Francisco Ferreira Lima, iniciando o povoamento do sítio. Manoel Batista Leal, Francisco Batista Leal, Manoel Nogueira da Costa, Francisco Ferreira Lima, o herói da Guerra do Paraguai Joaquim Frederico Kiappe da Costa Rubim (pai do Almirante Rubim) e outros, foram os primeiros moradores do povoado de Barrocão, o Cel. Manoel Francisco de Aguiar (pai do Monsenhor Agesilau de Aguiar), só veio morar em Tianguá no ano de 1878, fugindo da terrível seca que assolava o Ceará naquele ano (1877-1879).

### Evolução político-administrativa
Pela resolução nº 1280 de 28 de setembro de 1869, foi criado o Distrito de Paz na povoação de Barrocão do município de Viçosa do Ceará: "O Desembargador João Antônio de Araújo Freitas Henriques, presidente da Província do Ceará, faço saber a todos os seus habitantes que a Assembléia Provincial decretou e eu sancionei a resolução seguinte: art. 1.º fica criado um distrito de paz na povoação de Barrocão do município de Vila Viçosa. art. 2.º servirão de limites ao novo distrito os riachos de Guatiguaba e Tapera-Acima (...). Palácio da Província do Ceará, 28 de setembro de 1869. (a) João Antonio de Araújo Freitas Henriques - Presidente da Província".
Em 22 de julho de 1871 o distrito foi extinto, porém restaurado em 30 de julho de 1873 pela Resolução nº 1.531. Instituído e extinto algumas vezes, teve sua condição de distrito regularizada em 1882, pela Lei nº 1.978. O município foi criado em 31 de julho de 1890, pelo Decreto Estadual nº 33, ainda com a mesma denominação de Barrocão, sendo instalado em data de 12 de agosto daquele ano. Em 9 de setembro de 1890, o município passou a chamar-se Tianguá, por empenho pessoal do coronel Manoel Francisco de Aguiar, junto ao Governador do Ceará, Luís Antônio Ferraz. A vila de Tianguá foi elevada à categoria de cidade em 1938, através do Decreto-Lei nº 448 de 20 de setembro daquele ano.

## Religião
O município de Tianguá surgiu em torno de uma pequena capela católica, feita de taipa e coberta com palhas de babaçu, erigida em louvor a Senhora Santana, no início da segunda metade do século XIX. O historiador viçosense Edgar Bezerril Fontenele, em artigo publicado no Jornal O Povo de 27 de novembro de 1986 diz que João Batista Leal edificou um salão de paredes de barro coberto de palhas de babaçu, não para festas mundanas, mas religiosas. Nele colocou um nicho com a imagem de Santana de cuja santa era grande devoto. Cotidianamente, ao cair  da tarde, depois do trabalho, Batista Leal reunia no salão toda a sua família. Rezavam o rosário e cantavam a ladainha da mãe de Deus. Aos domingos lia trechos da Bíblia. Na antevéspera do dia de Santana, festejavam a data novena e leilões. Reunia grande número de fiéis para homenagear Santana. Uns construíam barracas para festa, outros faziam negócios. Em breve Barrocão tornou-se um povoado". No ano de 1860, Manuel Nogueira da Costa e sua esposa dona Florência da Ressurreição Viana, doaram 23 mil reis de terras ao patrimônio de Santana, e em 1886, por ocasião da criação do curato de Santana da Ibiapaba, Francisco Batista Leal, Manoel Batista Leal, Francisco Ferreira Lima, Manoel Francisco de Aguiar e suas respectivas esposas, doaram ao dito patrimônio a importância de 120 mil reis nas terras do sítio Chapadinha do Barrocão. O curato de Santana da Ibiapaba foi criado em 27 de novembro de 1886 através de provisão firmada por Dom José Joaquim Vieira, bispo do Ceará, sendo seu primeiro cura o padre José Thomaz de Albuquerque.
A bênção para a construção da capela (em alvenaria) data de 13 de maio de 1882, sendo que em 1884 os trabalhos não tinham sido concluídos, conforme ressalta o historiador Antônio Bezerra de Menezes que naquele ano empreendia viagem pelo interior do Ceará, e de passagem pelo Barrocão relatou o seguinte: "consta de poucas casas em quadro e tem uma pequena capela não concluída". Naquela ocasião, uma imagem de Senhora Sant'Ana (com 69 cm de altura) foi trazida de Portugal para a nova capela. Com o passar dos tempos, a imagem foi substituída por outra de tamanho maior. A paróquia de Santana foi instituída em 15 de maio de 1915 pelo bispo do Ceará Dom Manoel da Silva Gomes, cujo secretário particular era o padre Agesilau de Aguiar, que interferiu diretamente na criação da freguesia. Em 1936 Monsenhor Doutor Agesilau de Aguiar contratou com o mestre Pedro Emigidio de Oliveira a ampliação da capela, que consistia na construção da torre-mor e dos torreões laterais, além da ampliação da nave central. O projeto arquitetônico foi concebido pelo próprio Monsenhor Aguiar, inspirado no prédio da Fundação Oswaldo Cruz (pavilhão mourisco), no Rio de Janeiro, que por sua vez foi inspirado no Palácio de Alhambra, na Espanha.  No ano de 1957 o então padre Tibúrcio Gonçalves de Paula assumiu a paróquia, mandando demolir uma parede da igreja para reformá-la. Na ocasião, foi encontrada ali a santa que havia sido substituída pela maior. A reforma empreendida por Monsenhor Tibúrcio eliminou do cenário arquitetônico de Tianguá os últimos resquícios da primitiva capela de biqueiras coloniais construída em 1882.
A Igreja Católica Apostólica Romana tem três cultos distintos: Culto de Latria, culto de Dulia e culto de Hiperdulia.

### Diocese de Tianguá
Em 13 de março de 1971 foi criada a Diocese de Tianguá, pelo Papa Paulo VI, juntamente com as Dioceses de Itapipoca e Quixadá, pela Bula “Qui summopere”. Dia 22 de agosto é empossado o seu 1° bispo, Dom Timóteo Francisco Nemésio Pereira Cordeiro OFMCap (1971 - 1990). Depois de 19 anos à frente da Diocese, Dom Timóteo falece dia 20 de março de 1990. Em 24 de junho de 1991, toma posse o segundo e atual bispo de Tianguá, Dom Francisco Javier Hernández Arnedo OAR. A jurisdição eclesiástica da atual Diocese de Tianguá abrange, além do antigo território da Missão Jesuítica da Ibiapaba, o sertão de Granja e o litoral de Camocim.
Politicamente, a Diocese integra 13 Municípios: Camocim, Granja, Barroquinha e Chaval, no litoral norte; Viçosa do Ceará, Tianguá, Ubajara, Ibiapina, São Benedito, Carnaubal. Guaraciaba do Norte e Croatá, no Planalto da Ibiapaba; e Graça, no Sertão.
Eclesiasticamente, a Diocese está integrada por 20 Paróquias e 5 Áreas Missionárias. Os trabalhos pastorais são orientados por 42 Sacerdotes, 09 Diáconos Permanentes e 67 religiosos/as além de um significativo número de leigos que compartilham na corresponsabilidade da missão evangelizadora. Para melhor administrar o numeroso Povo de Deus que o Senhor nos confiou, a Diocese investe na descentralização de comunidades e serviços, tendo dividido o território em três grandes regiões episcopais.

### Igrejas Protestantes
Tianguá, erguida sobre o altiplano ibiapabano em meados do século XIX, nasceu e viveu sob a égide do catolicismo romano até o começo da década de 1940 quando os primeiros cristãos protestantes se estabeleceram na região e iniciaram o evangelismo. Contrariando as palavras do bispo de Sobral (de cuja diocese Tianguá fazia parte), Dom José Tupinambá da Frota, que se vangloriava por não ter em seus domínios eclesiásticos nenhum templo protestante,  o ano de 1942 marcou o início do proselitismo evangélico em Tianguá, ocasião em que Maria Medeiros de Albuquerque  (irmã Mosa) e o Homero Portela Moita, começaram a difundir a doutrina pentecostal entre os tianguaenses.
No censo geral do Brasil realizado em 1950 pelo Instituto Brasileiro de Geografia e Estatística (IBGE), o quadro religioso da cidade de Tianguá era o seguinte: católicos romanos 20.902 (10.246 homens e 10.656 mulheres), protestantes 58 (29 homens e 29 mulheres), espíritas 3 (2 homens e 1 mulher), outras religiões 2, sem religião 11 (7 homens e 4 mulheres) e sem declaração 13 (4 homens e 9 mulheres).
O ano de 2012 marcou os 70 anos da presença evangélica em Tianguá, sendo a Igreja Assembleia de Deus Ministério Templo Central a pioneira na cidade. Ao longo dos seus setenta anos de história, a IEAD acompanhou de perto o desenvolvimento da cidade e viu a pequena Tianguá da década de 1940 abrir seus braços para abraçar os horizontes da Ibiapaba. Hoje com aproximadamente 70 mil habitantes, Tianguá é o núcleo populacional mais importante da Serra Grande, onde a Igreja Assembleia de Deus se faz presente com 21 Congregações. Segundo o Censo Demográfico de 2010 (IBGE), a população evangélica no Brasil passou de 15,4% da população brasileira em 2000, para 22,2% em 2010, o que dá um crescimento de 6,8 pontos percentuais nos últimos dez anos, e atualmente representa 42,3 milhões de pessoas—sendo este o segundo maior grupo religioso do país.

## Economia
A economia tianguaense é diversa, sendo dividia em diferentes ramificações, serviços, agricultura e indústria. Serviços dar-se principalmente pela prestação de serviços, como o público, onde encontramos a presença de equipamentos de saúde de expressão regional, como a Unidade de Pronto Atendimento, (UPA), Policlínica Regional de Tianguá Dr. Francisco Edvaldo Coelho Moita, Centro de Hemodiálise, Instituto Médico Legal (Em construção), Hospital São Camilo (Capital Misto); Maternidade Madalena Nunes, Casa da Gestante Tianguaense. Na área de privadas, contando com Shopping Ibiapaba, Clínicas Privadas e demais serviços, como restaurantes, lanchonetes dentre outros.
A economia Tianguense pode ser definida dessa forma:
| Setor:      | Descrição: |
| ----------- | --- |
| Primário:   | Focada na agricultura, Tianguá dispõe da Central de Abastecimento S.A (CEASA), unidade Tianguá, que é dedicada à comercialização de hortifrutigranjeiros, hortaliças, legumes, frutas e demais especiarias. Nesse setor, a cidade dispõe de depósitos, sendo o mesmo nome do equipamento estadual. Apresenta, também, grandes depósitos que comercializam os produtos advindos de agricultores locais, especializados, também, nesse tipo de produção e exportando para toda região nordeste do Brasil. No município, além de um forte setor primário, conta a presença da Empresa Away Nutrilite, multinacional que está instalada no limite entre Tianguá e Ubajara, exportando assim seus produtos. Nas áreas rurais da cidades, existem a presença de sítios e fazendas que produzem diferentes tipos de alimentos.                           |
| Secundário: | O município carece desse setor, seja pela expressão regional dele ou por ter que reinventar esse setor. Atualmente o município possui fábricas de pequena escala e média escala. Na pequena e microescala, há pequenos artesãos com produção em pequena escala. A indústria do município é especializada na arte e cultura da serra e suas expressões regionais, sendo a produção de cachaças artesanais, licores, rapaduras, queijo, doces no geral e demais derivados da cana-de-açúcar. Essa área emprega muitas pessoas e movimenta um mercado próprio, com sua expressão própria. |
| Terciário:  | No terciário, a cidade não fica de fora, pelo contrário, apresenta um alto teor de equipamentos públicos e privados, indo de clínicas privadas de serviços básicos, até médicos especializados para tratamentos específicos. O município é palco central da região, sendo considerada a capital da Serra por carregar diferentes equipamentos, a exemplo, a unidade do Departamento Estadual de Trânsito (DETRAN), a nova unidade do Instituto Médico Legal (IML); o Centro de Diálise, diferentes bancos, como Banco do Brasil, Santader, Caixa Econômica, Bradesco dentre outros. Na área privada, a cidade dispõe das mais variadas clinicas médicas, serviços de advocacia especializada, exames, serviços de arquitetura, engenharia e outras áreas do setor terciário. A sua expressão nesse setor é grande, que faz dela a maior da Serra. |

### Emprego e Renda:
O município possui uma empregabilidade diversa, carregada por características próprias.  
| Discriminação:                            | Total: | Masculino | Feminino |
| ----------------------------------------- | ------ | --------- | -------- |
| Total das Atividades                      | 7.138  | 3.637     | 3.501    |
| Indústria de Transformação                | 734    | 404       | 330      |
| Serviços Industriais de Utilidade Pública | 67     | 55        | 12       |
| Construção Civil                          | 208    | 183       | 25       |
| Comércio                                  | 2.231  | 1.391     | 840      |
| Serviços                                  | 1.677  | 805       | 872      |
| Administração Pública                     | 1.921  | 546       | 1.375    |
| Agropecuária                              | 300    | 253       | 47       |

Fonte: Ministério do Trabalho (MTb) – RAIS.
Como podemos observar, o município possui atividades diversas e emprega diferentes pessoas em diferentes áreas. Contudo, a tabela exibe apenas as atividades renumeradas que estão de carteira assinada, sendo assim, o número na informalidade é superior.

## Aspectos Geográficos

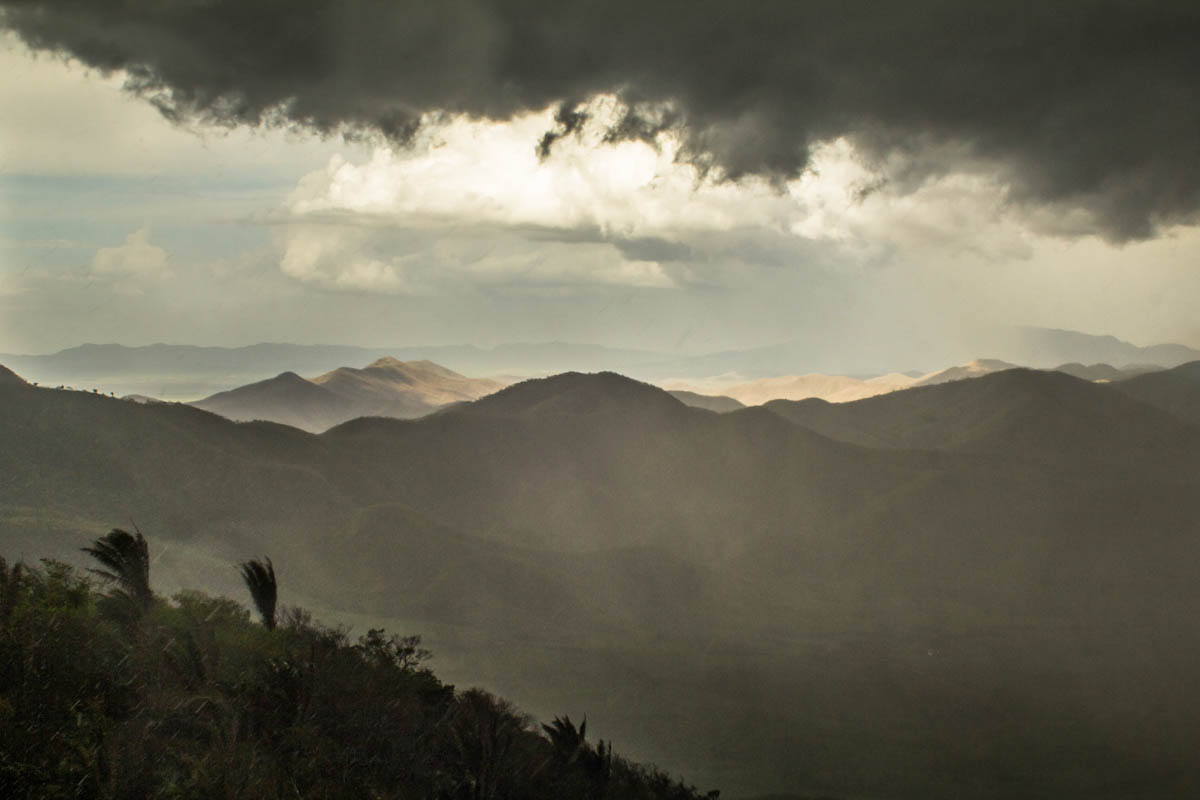
Mirante dos Pampas

O município está situada no Glint da Ibiapaba, sendo uma denominação nova para a classificação de relevos brasileiros. A cidade é de clima ameno, frio em grande parte do tempo e quente no verão. Suas temperaturas média são em torno de 22.º a 24.º. Contudo, devido o desmatamento constante na Ibiapaba,  os munícipes acabam por sentirem a ausência dessas temperaturas amenas.
- Clima: Tropical Quente Semi-árido Brando e Tropical Quente Subúmido;
- Pluviosidade média anual: 1.210,3 (mm);
- Período chuvoso: janeiro a maio;
- Relevo: Planalto da Ibiapaba;
- Solos: Areias Quatzosas Distróficas, Solos Litólicos, Latossolo VermelhoAmarelo, Planossolo Solódico e Podzólico Vermelho-Amarelo;
- Vegetação: Carrasco e Floresta Subperenifólia Tropical Plúvio-Nebular;
- Bacia Hidrográfica: Coreaú, Parnaíba;

O principal reservatório da região é o açude Jaburu I, que tem parte do seu espelho d´água nesse município. Segundo a CAGECE, 100% da população urbana é abastecida através desse reservatório.

## Educação
Tianguá vem dispondo de uma educação crescente ao longo de décadas, seja pela instalação de unidades de Ensino Superior, como o Instituto Federal do Ceará, Campus Tianguá, ou pelas faculdades privadas que compõem a rede de ensino superior do município.
O Instituto Federal do Ceará (IFCE) possui os seguintes cursos:
| Modalidade:   | Cursos: |
| ------------- | --- |
| Técnico:      | Técnico em Agronomia; Técnico em Informática; Técnico em Redes (EAD) Técnico Subsequente em Agricultura.                                                   |
| Superior:     | Bacharelado em Agronomia; Bacharelado em Ciências da Computação; Licenciatura em Letras Habilitação em Língua Inglesa e Português. Licenciatura em Física. |
| Pós-Graduação | Curso de Especialização em Desenvolvimento Sustentável |

Fonte: Costa, 2024.
A cidade dispõem das seguintes faculdades particulares:
- Faculdade Via Sapiens;
- Faculdade Anhanguera;
- Faculdade Estácio;
- Faculdade da Ibiapaba (FACIBI);
- Centro Universitário UNINTA.

Diferentes ônibus fazem o translado diariamente para alunos de municípios que compõem a região da Ibiapaba para Tianguá. Sendo assim, a cidade aspira, embora de maneira inicial, um ideal pequeno de cidade universitária.

## Divisão Administrativa e Localização:
A cidade possui as seguintes coordenadas:
| Coordenadas geográficas | Coordenadas geográficas | Mesorregião | Municípios limítrofes            | Municípios limítrofes | Municípios limítrofes                  | Municípios limítrofes            |
| ----------------------- | ----------------------- | ----------- | -------------------------------- | --------------------- | -------------------------------------- | -------------------------------- |
| Latitude(S)             | Longitude(WGr)          | Noroeste    | Norte                            | Sul                   | Leste                                  | Oeste                            |
| 3° 43' 56"              | 40° 59' 30"             | Noroeste    | Moraújo, Granja, Viçosa do Ceará | Ubajara               | Ubajara, Frecheirinha, Coreaú, Moraújo | Viçosa do Ceará, Estado do Piauí |

Fonte:  Instituto de Pesquisa e Estratégia Econômica do Ceará (IPECE)

### Divisões administrativas
O município de Tianguá está subdividido em oito unidades, sendo a sede e mais sete distritos: Arapá, Pindoguaba, Caruataí, Tabaínha, Itaguaruna, Acarape e Bela Vista.

#### Arapá

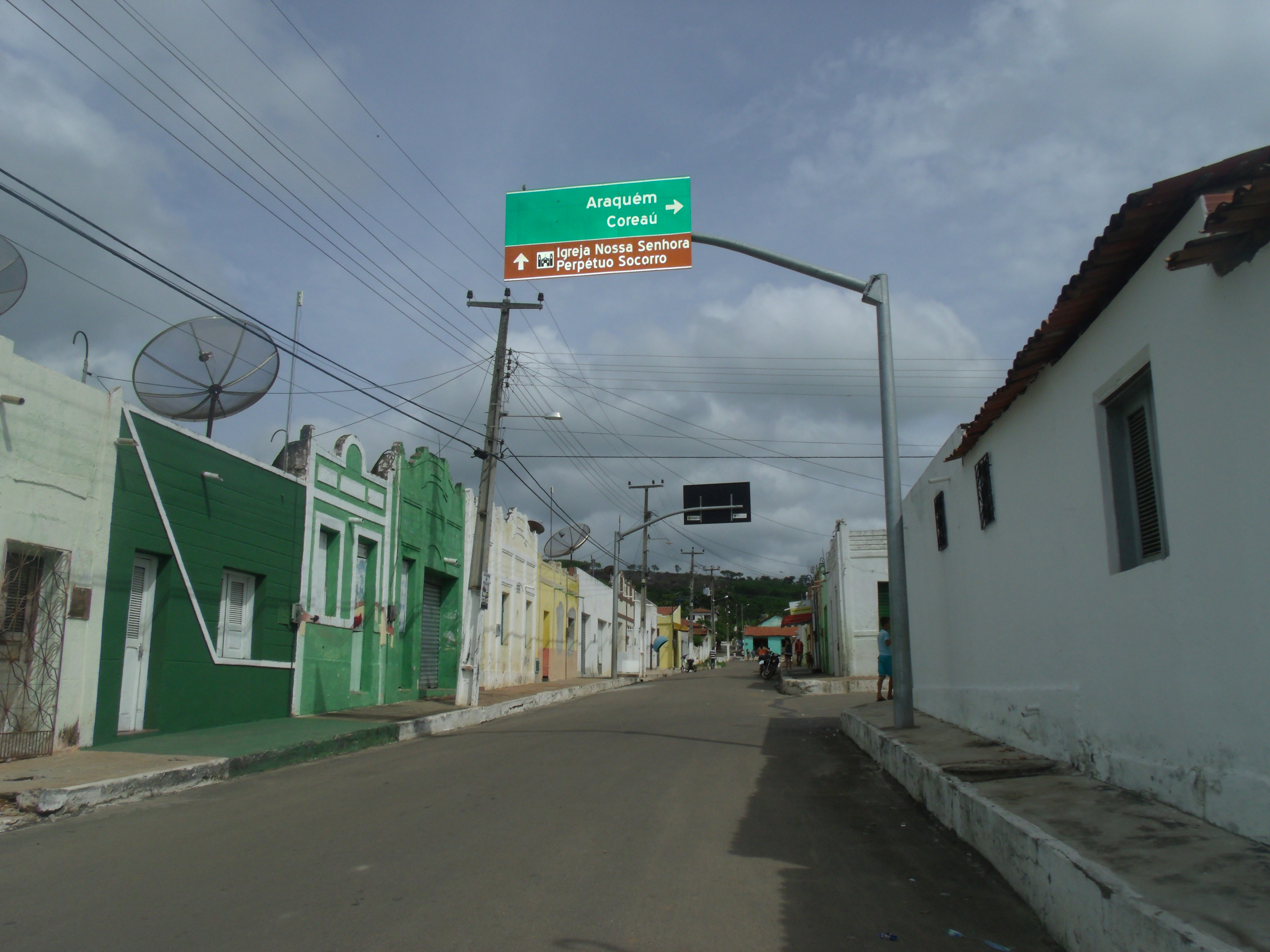
Arapá.

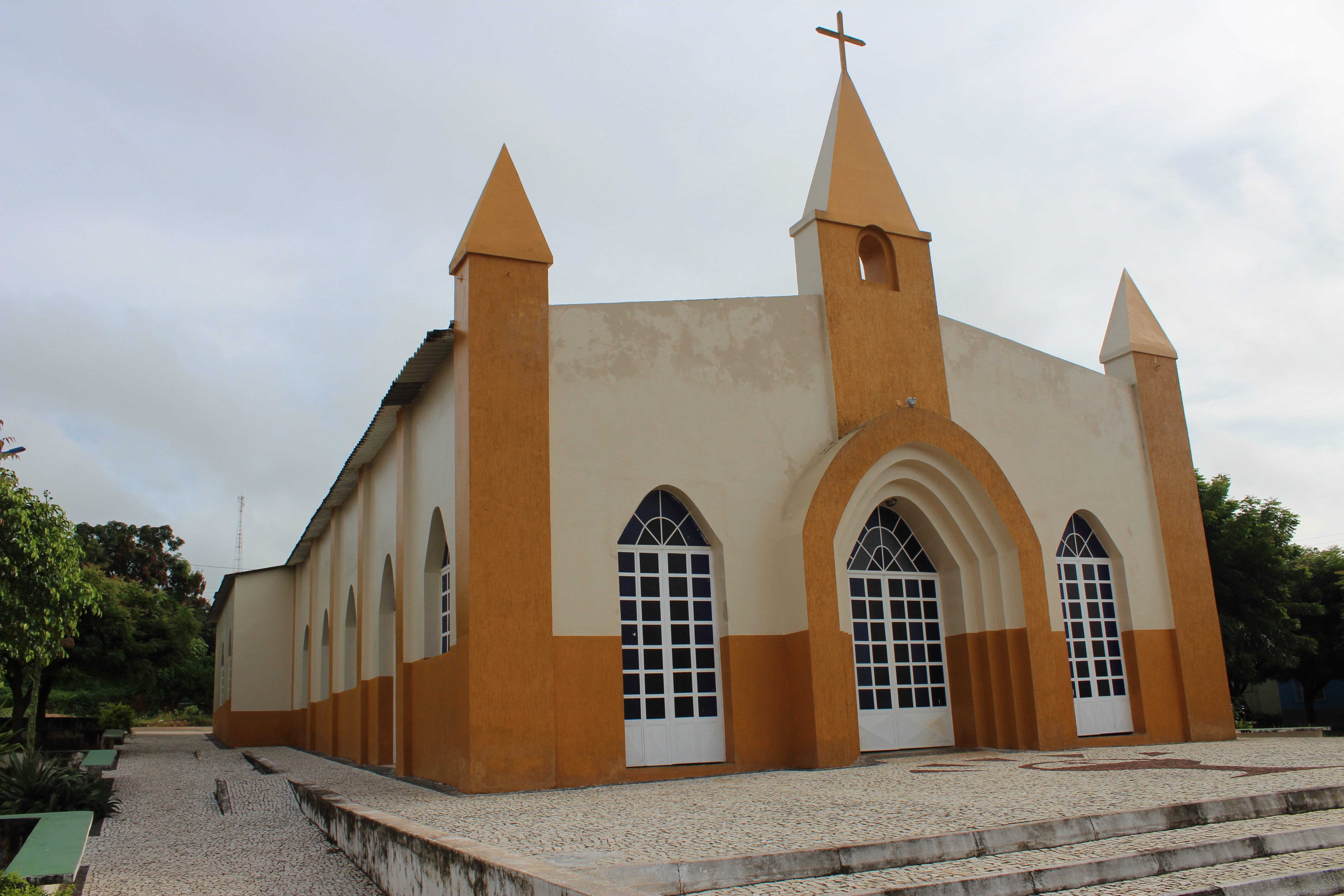
Igreja matriz do Arapá.

Distrito criado pelo Decreto Estadual nº 1.156 de 4 de dezembro de 1933 com o cognome Riachão, em 20 de dezembro de 1938, pelo Decreto-Lei nº 448 passou a chamar-se Uberaba, e finalmente em 30 de dezembro de 1943, pelo Decreto Estadual nº 1.114 foi denominado de Arapá, nome com o qual permanece até hoje. Em 1963 o Distrito de Arapá foi elevado à categoria de Município com o nome de Monsenhor Aguiar, porém, com o Golpe de 1964 sua criação foi suprimida. O Distrito (e a vila) recebeu este nome em homenagem ao grande chefe indígena Arapá, que habitava na Serrinha de Dom Simão no período da colonização cearense. Arapá ou Arapapá é um vocábulo tupi que significa: ave que tem o bico largo em formato de colher, espécie de socó que vive à beira dos rios.

#### Pindoguaba
Distando 18 km da sede do município e numa altitude de 622 metros, o distrito de Pindoguaba foi criado pelo Decreto-Lei nº 448 de 20 de dezembro de 1938 com a denominação de Palmeirinha, nome retificado para Pindoguaba pelo Decreto Estadual nº 1.114 de 30 de dezembro de 1943. Pindoguaba é um termo aportuguesado dos vocábulos tupi "pindoba" (palmeira) e "guaba" (o lugar), ou seja: o lugar das palmeiras.

#### Caruataí
Distrito criado pelo Decreto Estadual nº 1.156 de 4 de dezembro de 1933 com o nome de Nova Olinda, a partir de 1938 passou a chamar-se Pitanga, nome que foi substituído em 1943 para Caruataí. O nome Caruataí ou Caraguatay, é um termo da língua tupi que significa: Rio dos Caruás.

#### Tabaínha
Distrito criado em 1933 com a denominação de Santa Luzia, e somente a partir de 1948 passou a denominar-se Tabaínha. Tabaínha é um misto da palavra tupi "Taba" (aldeia), com o sufixo diminutivo português "inha", que literalmente quer dizer: Taba Pequena, Aldeiazinha ou Aldeiola.

#### Itaguaruna
Lei Nº 825/14 de 27 de junho de 2014. O termo "Ita" vem do Tupi "Pedra" e a palavra "Una" significa "Preto".

#### Acarape
Lei Nº 823/14 de 27 de junho de 2014. O termo "Acara" vem do Tupi "Acará", um gênero de peixe, emquanto "pe" também vem do Tupi significando "caminho", então o nome do distrito vem de "Caminho dos Acarás".

#### Bela Vista
Lei Nº 840/14 de 17 de Outubro de 2014.

## Turismo
- Açude Jaburu: o açude forma uma prainha, utilizada pela população para lazer nos finais de semanas, chegando a receber centenas de pessoas oriunda das mais diferentes e distantes cidades da região. O local oferece uma excelente opção para a prática da pesca esportiva , contando com variadas espécies de peixes exóticas, destacando-se o tucunaretinga. Situado a 20 km da sede do município, acesso pela BR-222.
- Balneário da Santa Rosa (barragem): formação rochosa, com uma entrada como se fosse uma gruta. Tem uma cachoeira pequena, propícia ao banho. Situada na sede do município.
- Cabeça da Nega: formação rochosa, em cujo caminho pode-se encontrar olhos d’água, um mirante de onde se pode avistar a cidade de Viçosa do Ceará. Presença de engenho, casas de farinha e uma capelinha, onde se realizam novenários. Situada a 12 km sede do município.
- Cachoeira Cana Verde: queda d’água que se desprende a 30mts de altura, abrigando um mirante, proporcionando uma visão completa do sertão. Situada a 16 km sede do município, com acesso pela BR-222.
- Cachoeira São Gonçalo - Sete Quedas: encontro das cachoeiras, devido à formação em batentes, onde o caminho das águas se mistura com a fauna e flora. Situada a 3 km da sede do município, seu acesso é pela CE-187.
- Cascata: a cascata é uma queda d’água que cai em uma piscina natural, onde é represada. Localizada na metade da subida da serra da Ibiapaba. O acesso é feito pela BR-222.

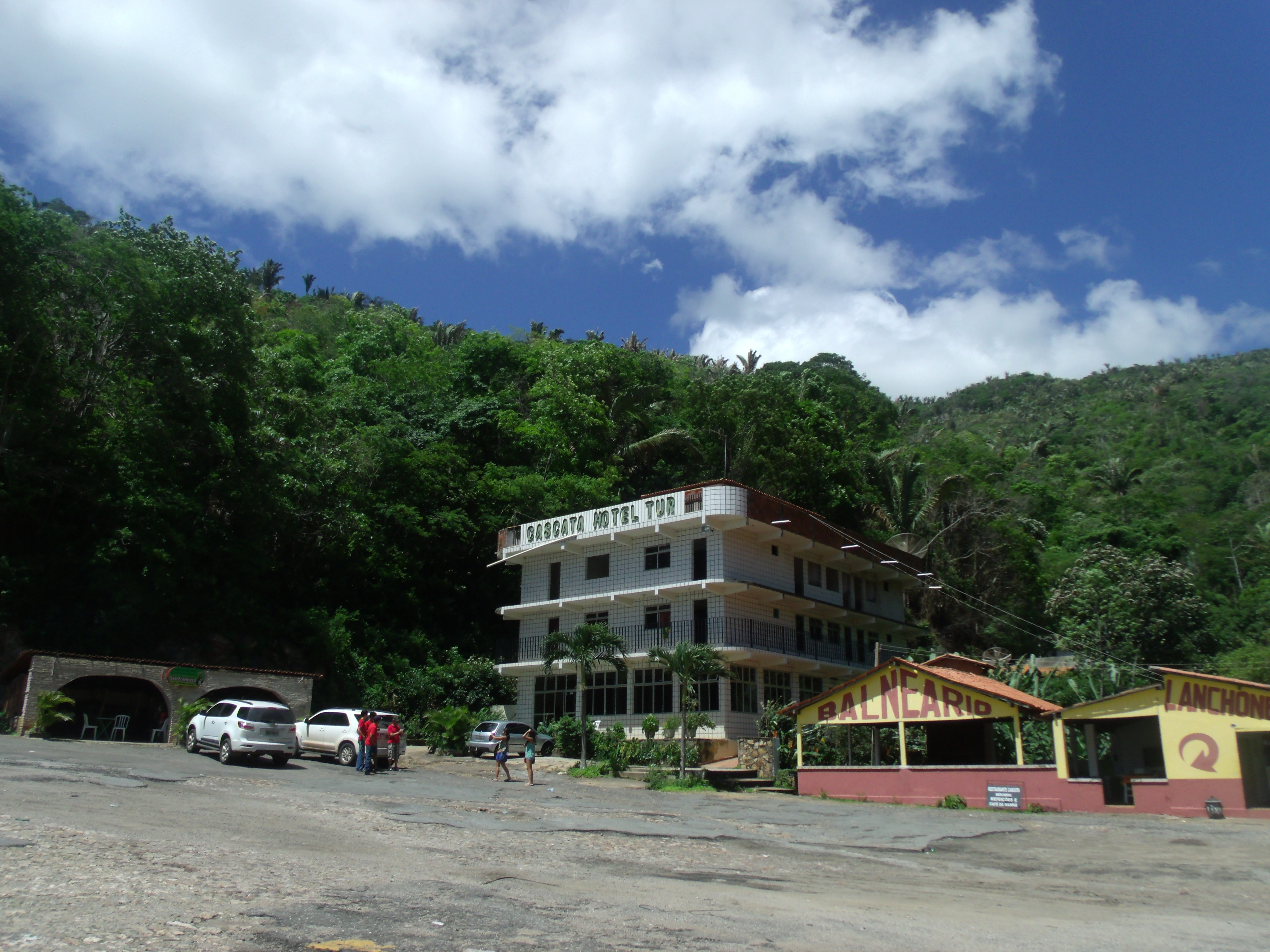
Hotel na cascata da Serra Grande.

- Casarão do Sítio Cajueiro - Localizado no sítio Cajueiro, cerca de 9 km da cidade de Tianguá. Considerado o patrimônio arquitetônico mais antigo de Tianguá, foi construído no ano de 1880 pelo Major João Francisco de Souza, é o símbolo vivo  da cafeocracia Ibiapabana. O Casarão do Sítio Cajueiro foi palco do assassinato de João de Souza pelos irmãos Brazilino, no ano de 1911.
- Monumento ao Cristo ressuscitado: Estátua de 16 metros localizada no topo da Chapada da Ibiapaba, no alto do Morro da Ressurreição, trecho compreendido entre a parada do Pavão e a do Morro do Sombrinho, na subida da serra, podendo ser visualizada de todo o sertão do sopé da serra.  A estátua, idealizada por Monsenhor Tibúrcio Gonçalves de Paula, uma das maiores obras artificiais da zona norte cearense, tem base de sustentação de 4x4m/16m2, com altura de base de 1,60m, altitude de 600m do nível do mar e com distância de 6 km via BR 222.
- Paredões do Janeiro: Há corredores originados de formações rochosas, abriga cachoeiras e bicas naturais. Um cenário de indescritível beleza. Situada a 5 km sede do município.
- Reserva Ecológica Cachoeira da Floresta: Reserva particular, com natureza exuberante, destacando-se as várias cachoeiras. Possui seis trilhas e um "pesque-não-pague". É permitido o banho. Podem ser praticadas as atividades de rappel e tirolesa. São 250 hectares de área preservada (de propriedade do Serra Grande hotel). Situada a 12 km da sede do município. Acesso em parte pela BR-222.
- Trilha da Cachoeira da Mangabeira: fica no mirante chamado "Espelho da Vida", pois tem uma visão geral da serra. Do mirante até a cachoeira o acesso é difícil, pois se passa entre dois paredões bastante estreitos. São duas quedas d’água, com vegetação de mata tropical e úmida. A fauna é bastante rica, com gatos do mato, macacos-prego, canários, bem-te-vis etc. Situada a 5 km da sede do município.
- Trilha da Cachoeira do Marinema de Baixo: existem duas trilhas, uma mais leve, adequada para turistas de todas as idades, e outra mais pesada, com descida de cordas. Durante o percurso da trilha, pode-se encontrar quedas d’água, encontro de rios e árvores centenárias (babaçu etc.)
- Trilha da Espia: localizada na encosta da Serra, caracteriza-se pelas formações rochosas. Possui uma cachoeira que cai entre dois paredões de pedra, chamada "Rocha da Rosa". A trilha é de 1 km e 70% dela é plana. Na cachoeira que existe na trilha, a água não é Rio perene; existe afluência do mês de outubro a julho. Está situada a 5 km da sede do município.
- Trilha da Transumância: caminho que liga a serra ao sertão, feito em pedras e utilizado pelos primeiros colonizadores. A trilha abriga a cachoeira do Pinga. Ao longo do caminho  pode-se encontrar diversos engenhos e alambiques. Situada a 9 quilômetros da sede.
- Trilha do Pinga: possui quedas d’água que se assemelham a degraus. A vegetação é de mata úmida. A trilha é como uma espécie de funil. Situada a 5 km da sede do município. Acesso em estrada vicinal em bom estado de conservação.

### Eventos
Os principais eventos culturais de Tianguá são:
- Carnaval (Fevereiro/Março)
- Paixão de Cristo (Março/Abril)
- Festival de Quadrilhas Juninas do Nordeste (Junho/Julho)
- Festejos de Senhora Santana (16 - 26/07)
- Festival de Música da Ibiapaba (Julho)[10]
- Aniversário da cidade (31/07)
- Festa de São Francisco de Assis (04/10)

## Cultura

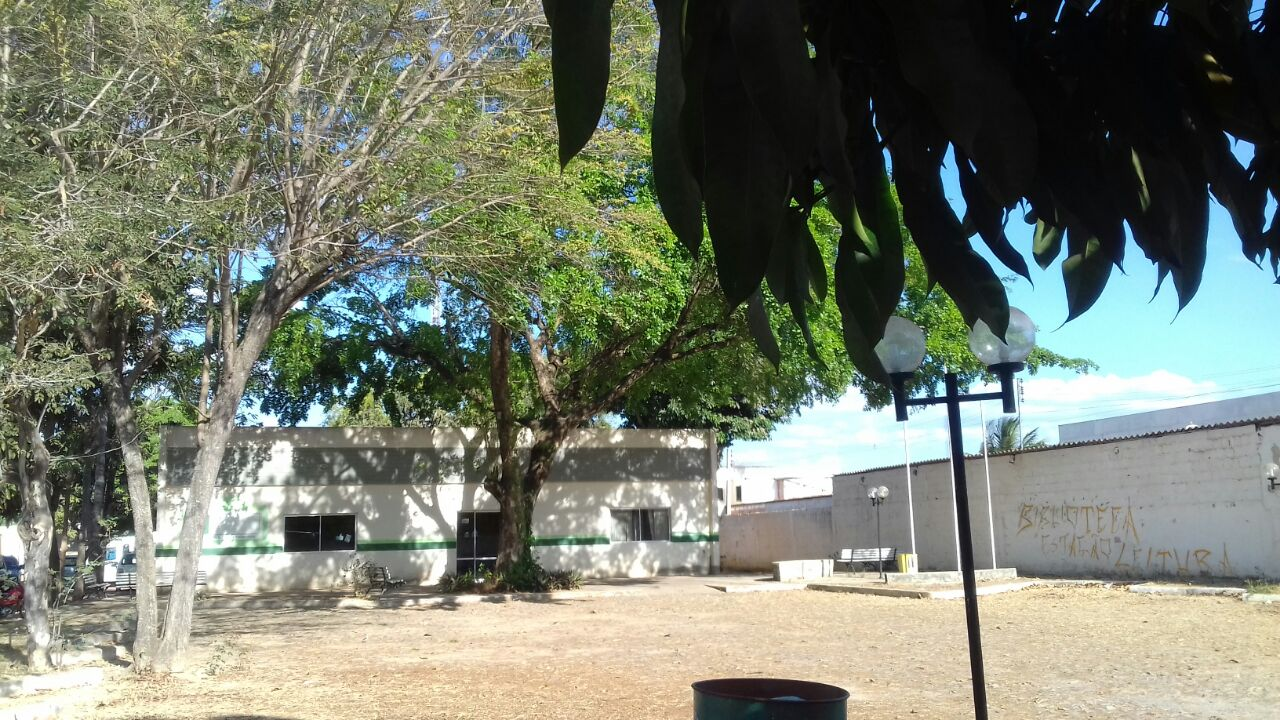
Biblioteca Municipal de Tianguá.

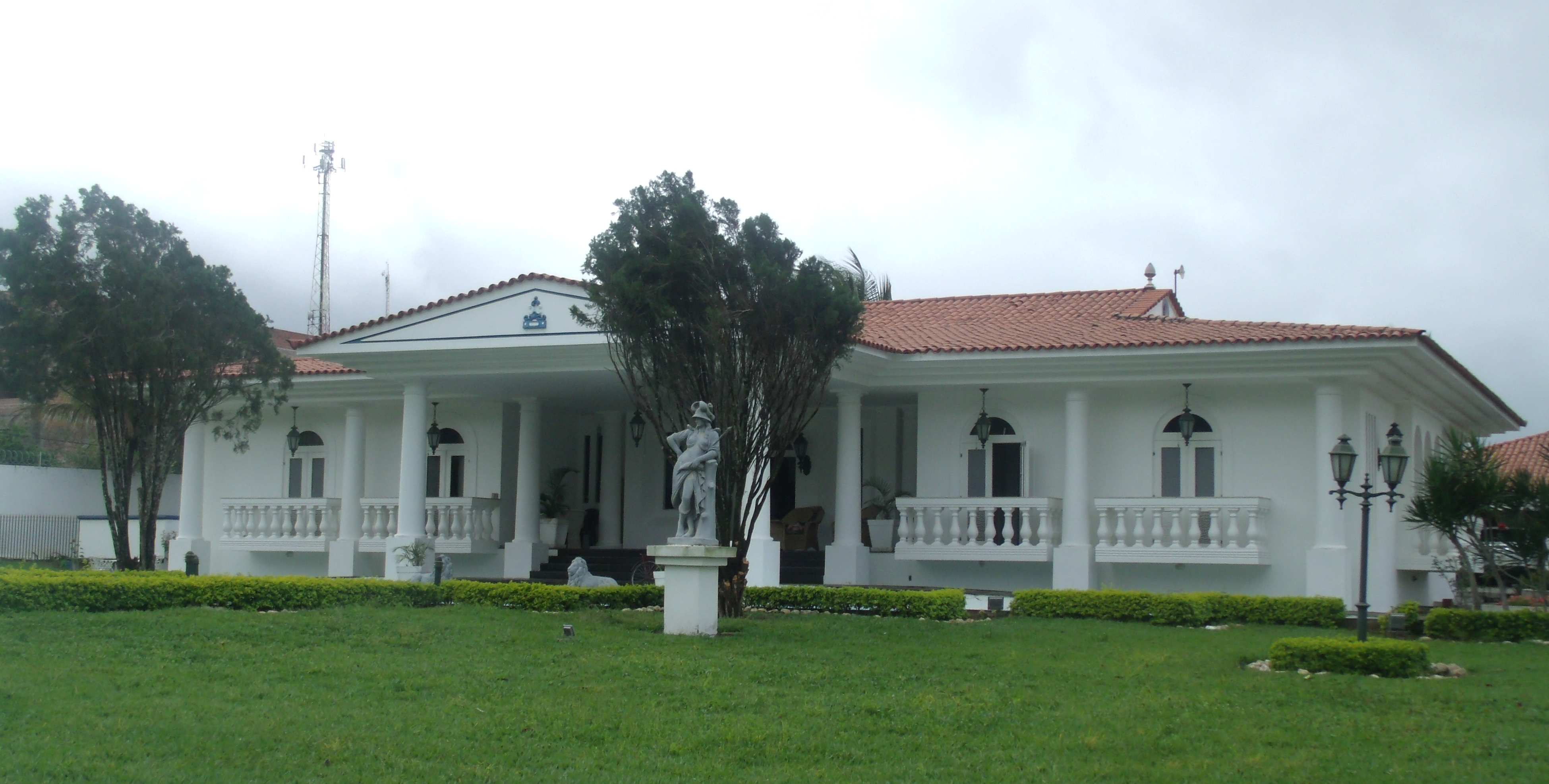
Palacete de Tianguá, exemplar da cultura arquitetônica mista local.

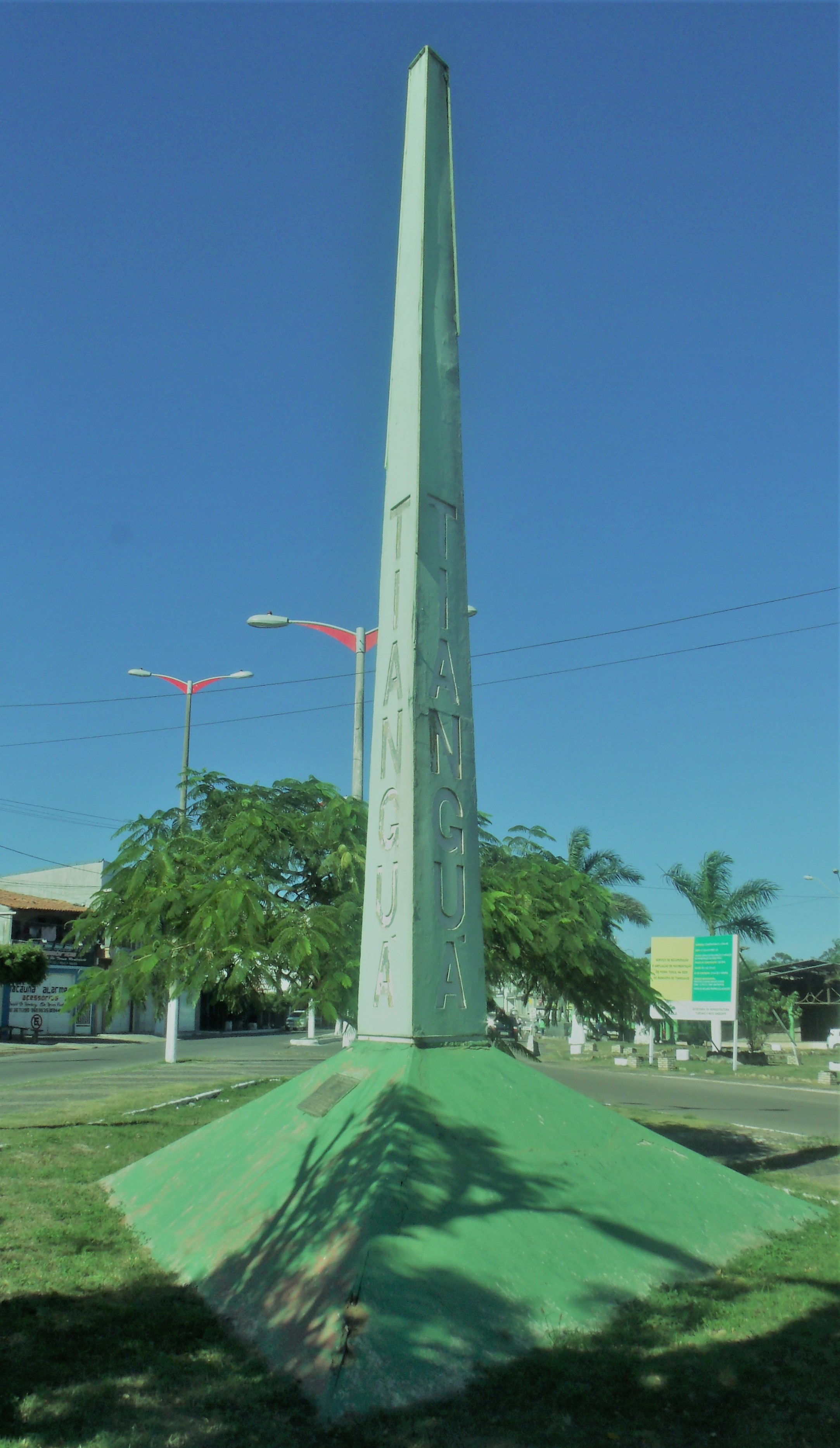
Obelisco de Tianguá, inaugurado em 31 de julho de 1990 na praça Almirante Rubim

- Biblioteca-Pólo Municipal Deputado Leôncio de Aguiar Vasconcelos: Com um grande acervo, a biblioteca propõe-se a pesquisa, incentivando estudantes, professores e população em geral ao habito da leitura. Possui internet e diversos recursos didáticos para o público infantil, além de um acervo de aproximadamente 2.200 livros.
- Casa da Memória José Evangelista de Vasconcelos: pequeno museu com acervo mobiliário, fotografias e objetos das famílias ilustres do município. Este projeto se deu na década de 90 através de um ato do poder público municipal. O objetivo principal é o resgate da história, dos costumes, e das tradições culturais da cidade.
- Catedral (Paróquia de Sant'ana): Inaugurada em 13 de maio de 1882. Com a criação da Diocese em 13 de maio de 1971, ficando Tianguá como sede do bispado, a antiga Matriz foi elevada a categoria de Catedral e é considerada por todos os que a visitam o cartão-postal da cidade.
- Convento (Seminário São José): 1.º Seminário do Município e de toda região. Composto por um casarão, uma capela e um imenso bosque de área verde. Local calmo e silencioso, com belos jardins e pátios internos. Prédio de estrutura arquitetônica e fachada de pedras. Foi construído pelos franciscanos na primeira metade do século XX, tendo por muito tempo funcionado como internato para meninos. Atualmente funciona como seminário São José, Centro de Treinamento da Diocese de Tianguá e abriga também a residência episcopal, cujas instalações datam da década de 1990.
- Igreja São Francisco: uma igreja modesta, com imagens sacras simples, de gesso e madeira. Situada na sede do município.

## Meios de comunicação
Existem em Tianguá várias emissoras de rádio, entre as quais se destacam:
- Rádio Santana de Tianguá 1540Khz (AM)[11] – Segunda emissora da Região da Ibiapaba e uma das primeiras do estado. Fundada através da “Rádio Santana Sociedade limitada", em 1980. Associada à ACERT.[12]
- Serrana FM 98,7Mhz – Rádio Comunitária, fundada pela ADECOM (Associação de Desenvolvimento Comunitário de Tianguá)[13] em 1997.
- Somzoom Sat FM 94,9Mhz – Pertencente à Rede SomZoom Sat. Em Tianguá desde 2010[14].

## Filhos Ilustres
- Almirante Rubim (1856-1926), almirante da marinha brasileira e escritor.
- Agesilau de Aguiar (1879-1957), vigário e sacerdote católico.
- Leôncio de Aguiar Vasconcellos (1930-2000), advogado, político, promotor, escritor e deputado estadual.
- Valdecy Santos de Abreu (1948-), escritor, compositor, radialista, poeta e professor.
- Tom Cavalcante (1962-), humorista, ator, apresentador, radialista e imitador. Naturalizado tianguaense.
- Natanzinho (2000-), cantor sertanejo. Naturalizado tianguaense.